# Operazione sacca di Medak
L'operazione sacca di Medak - detta anche battaglia della sacca di Medak (Medački džep) - fu un'operazione militare dell'guerra d'indipendenza croata che avvenne tra il 9 e il 17 settembre 1993 nella centrale Croazia, precisamente nella regione della Lika e di Segna.
Fra i belligeranti c'erano dalla parte dei croati: Janko Bobetko, Petar Stipetić, Rahim Ademi, Agim Çeku mentre Mile Novaković dalla parte dei serbi.
Il 9 settembre del 1993 cominciò l'attacco dell'esercito regolare croato, con carri armati T-72 sequestrati dall'esercito jugoslavo, contro le città di Divoselo, Čitluk e parte Počitelj e ci fu la conquista di queste ultime. In risposta l'esercito della Krajina effettuò dei contrattacchi missilistici contro Karlovac e contro Zagabria utilizzando missili FROG-7.

## Perdite
Nella battaglia che avvenne fra i serbo-croati e i croati morirono sette soldati dell'ONU canadesi.